# Carlos Torres Ríos
Carlos Torres Ríos (Buenos Aires, 1898 – Ibídem, 1956), nacido Jesús Torres Ríos, fue un actor, director de cine, montajista y director de fotografía argentino. Su hermano y su sobrino fueron los también directores de cine Leopoldo Torres Ríos y Leopoldo Torre Nilsson, respectivamente.

## Filmografía

### Director de fotografía
- El hijo de la calle (1949)
- Cuidado con las imitaciones (1948)
- Al marido hay que seguirlo (1948)
- Su última pelea (1948)
- Santos Vega vuelve (1947)
- El hombre del sábado (1947)
- La mujer más honesta del mundo (1947)
- El diablo andaba en los choclos (1946)
- Mi cielo de Andalucía (1942)
- La luz de un fósforo (1940)
- Sinvergüenza (1940)
- El sobretodo de Céspedes (1939)
- Los pagarés de Mendieta (1939)
- El cabo Rivero (1938)
- Adiós Buenos Aires (1938)
- La estancia del gaucho Cruz (1938)
- La vuelta al nido (1938)
- Lo que le pasó a Reynoso (1937)
- Perdón, viejita (1927)
- Buenos Aires, ciudad de ensueño (1922)
- La gaucha (1921)
- Palomas rubias (1920)

### Director
- Somos todos inquilinos (1954)
- La niña de fuego (1952)
- Tierra extraña (1951)
- Ritmo, sal y pimienta (1951)
- Bólidos de acero (1950)
- Mary tuvo la culpa (1950)
- Con los mismos colores (1949)
- Fuego en la montaña (1943)
- La luna en el pozo (1942)
- Un hombre bueno (1941)

### Guionista
- Bólidos de acero (1950)
- Mary tuvo la culpa (1950)
- Fuego en la montaña (1943)

### Editor
- Bólidos de acero (1950)
- La luna en el pozo (1942)
- Ponchos azules (1942)

### Productor
- La gaucha (1921)

### Asesor técnico
- El conventillo de la Paloma (1936)